# 關-萊恩斯彗星
關-萊恩斯彗星（Comet Seki-Lines）正式名稱為C/1962 C1，是一顆1962年肉眼可見的非週期彗星，也被一些人視為大彗星。

## 觀測史
業餘天文學家理查·D·萊恩斯（Richard D. Lines）於1962年2月3日首次發現這顆彗星，當時他正在美國亞利桑那州鳳凰城以東約50公里沙漠使用望遠鏡觀察天空，在銀河南部發現一個類似彗星的陌生天體，隨後通知洛厄爾天文台。
大約7小時後，日本午夜之前，業餘天文學家關勉用望遠鏡掃描銀河南部時也發現了一個9等模糊天體。他的目擊報告先於萊恩斯被官方收到。由於萊恩斯沒有提供足夠詳細的目擊信息，直到第二天才被洛厄爾天文台確認後被正式承認。
天文學家在當月對彗星進行了密集觀察，例如亞利桑那州的小羅伯特·伯納姆 (Robert Burnham, Jr.) 和南非約翰·凱斯特·貝內特 (John Caister Bennett) ，耶基斯天文台的George Van Biesbroeck和弗拉格斯塔夫的伊麗莎白·羅默爾。到2月，彗星的亮度增加到大約5等，並開始形成一條小彗尾。
從3月9日起，天文學家可以用肉眼觀察到這顆彗星。 之後關-萊恩斯彗星亮度繼續快速增加，月底時達到-1等，彗頭呈亮黃色，彗尾長2-3度。4月1日，從地球上看過去彗星從太陽以西約1.5度之處經過。幾天後，人們在傍晚的暮色中發現這顆彗星。4月中，亮度迅速下降到3等，到月底又下降到7等。 相比之下，尾巴長度在4月上半增加到15-20度，然後在月底幾乎消失。關-萊恩斯彗星可以觀察到平行條紋（striae）現象，與馬寇斯彗星一樣。
直到5月底，仍可目視和攝影觀察到關-萊恩斯彗星。伊麗莎白·羅默爾最終於1963年1月25日對該彗星進行最後一次觀察。
關-萊恩斯彗星的最大亮度為−2.5等。

## 外部連結
- C/1962 C1 (Seki-Lines) Minor Planet Center